# 五星镇 (灯塔市)
五星镇，是中华人民共和国辽宁省辽阳市灯塔市下辖的一个乡镇级行政单位。

## 行政区划
五星镇下辖以下地区：
河坨子村、苏麻堡村、三尖泡村、五星村、黑沟台村、头泡村、黄腊坨村、牛犋村、八荒地村、民生一村、民生二村、西三家子村、东七台村、高沙沟村、里仁村、罗家卧子村、高家村和庄河村。